# Dois Riachos
Dois Riachos é um município brasileiro do estado de Alagoas. Sua população, conforme estimativas do IBGE de 2021, era de 11 059 habitantes.

## História
O núcleo urbano que constitui a cidade de Dois Riachos, sede do município homônimo, tem origem em 1907 com a primeira casa construída pela família de Miguel Vieira de Novaes, um morador do povoado de Pai Mané, na época vinculada ao então distrito de Sertãozinho (futura Major Izidoro) que pertencia ao município da Villa de Sant'Ana do Ipanema (atual Santana do Ipanema).  
A localidade passa a ser era conhecida como Garcia em razão de estar próxima a um riacho afluente do rio dos Dois Riachos. A história do local começa a mudar na década de 1930 a partir das obras públicas de construção da futura BR-316, mas que na ocasião ainda era uma estrada que interligaria a cidade de Delmiro Gouveia com Maceió, a capital alagoana. 
Por causa dessas obras públicas, ocorreu um aumento populacional no povoado do Garcia pelo fato de que a estrada era planejada para passar pelo mesmo, situação que atraiu trabalhadores da região que foram recrutados por Miguel Vieira de Novaes, então o morador mais antigo e conhecido do local, para atuarem como mão-de-obra na construção rodoviária. O mesmo Miguel Vieira estabeleceria o primeiro estabelecimento comercial (uma venda) acompanhado de uma hospedaria.
Em 1936, o povoado de Garcia sofreu um ataque de cangaceiros liderados por Corisco, na época integrante do ainda ativo bando de Lampião, acontecimento que deixou fortes marcas na história oral da comunidade.
A localidade de Dois Riachos conseguiu sua autonomia política com a sua elevação ao status de município pela lei estadual nº 2.238, de 7 de junho de 1960, tendo o seu território desmembrado do município de Major Izidoro.
Para a administrar provisoriamente o município, o governador estadual de Alagoas Muniz Falcão nomeou Tibúrcio Soares da Silva como primeiro prefeito de Dois Riachos, tendo ocupado o cargo entre 1960 e 1961. Em 1961, ocorreu a primeira eleição municipal em Dois Riachos, na qual Antônio Francisco Cavalcante foi eleito por voto popular para o cargo de prefeito do município, tendo cumprido o seu mandato de 1961 a 1966.

## Geografia
Localizado na região oeste do estado de Alagoas, o município de Dois Riachos se limita com os seguintes municípios:
| Noroeste: Santana do Ipanema | Norte: Águas Belas | Nordeste: Águas Belas              |
| Oeste: Santana do Ipanema    |                    | Leste: Cacimbinhas e Major Izidoro |
| Sudoeste: Olivença           | Sul: Olivença      | Sudeste: Major Izidoro             |

Com uma área de 139,851 km², o espaço territorial do município de Dois Riachos é um dos menores do estado de Alagoas, estando na 76ª posição, e com uma densidade demográfica de 77,45 hab/km².
O município de Dois Riachos integra a Região Metropolitana do Médio Sertão, organização territorial criada em 2013 pelo Estado de Alagoas.
Quanto ao clima, Dois Riachos apresenta clima do tipo BSh’, muito quente, semiárido, tipo estepe, em que as temperaturas do mês mais frio são superiores a 18ºC. 

## Demografia
Sua população, conforme estimativas do IBGE de 2021, era de 11 059 habitantes.

### Desenvolvimento Humano
O Índice de Desenvolvimento Humano Municipal de Dois Riachos é 0,532, em 2010. O município está situado na faixa de Desenvolvimento Humano com o índice Baixo. 
Componentes do IDH do município em 2010:
- Educação: 0,385[3];
- Renda: 0,513[3];
- Longevidade: 0,762[3].

## Organização Político-Administrativa
O Município de Dois Riachos possui uma estrutura político-administrativa composta pelo Poder Executivo, chefiado por um Prefeito eleito por sufrágio universal e pelo Poder Legislativo, institucionalizado pela Câmara Municipal de Dois Riachos, órgão colegiado de representação dos munícipes que é composto por 9 vereadores também eleitos por sufrágio universal.
A administração pública municipal de Dois Riachos é composta pelo chefe do Poder Executivo, pelos secretários municipais e pelos dirigentes de outros órgãos e entidades da administração direta e indireta, sendo que os ocupantes destes últimos cargos em comissão são nomeados pelo prefeito.

### Atuais autoridades municipais de Dois Riachos
- Prefeito: Ramon Camilo Silva - MDB (2021/-)[11]
- Vice-prefeita: Rozineide Barbosa de Araújo Camilo "Rosa Camilo" - MDB (2021/-)[11]
- Presidente da Câmara: Janielson Marques dos Santos - MDB (2021/-)[11][12]

## Economia
A economia do município de Dois Riachos se encontra concentrada na agropecuária extensiva e no sector de serviços, com destaque para o comércio na zona urbana, e em atividades de extrativismo vegetal. 
A transferência de renda por meio de benefícios previdenciários (ex.: aposentadorias) e assistenciais (ex.: Bolsa Família) constituem uma importante  fonte de circulação de moeda no município, em razão do pouco desenvolvimento e a ausência de diversidade em sua economia, marcada pela inexistência de indústrias no local. 

### Setor primário
A agropecuária no município de Dois Riachos é essencialmente pautada em pequenas propriedades sendo que 87,75% dos estabelecimentos agropecuários locais possuíam menos de 10 hectares de acordo com o censo agropecuário realizado pelo IBGE em 1996.

### Setor secundário e terciário
A principal fonte de geração de emprego são os serviços públicos estadual e municipal, sendo este o principal vínculo formal de emprego das pessoas existente no município de Dois Riachos. Excluindo as pessoas que se encontram vinculadas estatuto do funcionalismo público, as relações de trabalho no município de Dois Riachos ainda não atendem às normas trabalhistas, o que sujeita a sua população a cargas horárias que não correspondem a pouca remuneração que recebem. Reflexo disso é o fato de o trabalho exercido por meio de carteira assinada não ser uma prática comum, principalmente na zona rural, onde a informalidade predomina.

#### Turismo
Os pontos turísticos do município são a Pedra de Padre Cícero, a tradicional Feira do Gado e a localidade de Pai Mané. Entre as festividades destacam-se a Emancipação e a festa dos padroeiros, Nossa Senhora da Saúde e São Sebastião.

## Infraestrutura

### Infraestrutura básica
O serviço de fornecimento de energia elétrica é feito pela Equatorial Energia Alagoas, antiga Companhia Energética de Alagoas (CEAL) que foi privatizada pela Eletrobrás em dezembro de 2018, durante a gestão de Michel Temer. Como ocorre nos demais municípios alagoanos, a voltagem em Dois Riachos é de 220 V.
Os serviços de abastecimento de água e a coleta de esgoto do município de Dois Riachos são feitos pela Companhia de Saneamento de Alagoas (CASAL). Segundo dados de 2010, 61,38% das famílias de Inhapi estavam sem canalização de água no seu domicílio. 
Estima-se que a coleta de lixo em 2020 abrangia 100% da população urbana do município.

## Cultura

### Feriados
Dois Riachos possui os seguintes feriados municipais fixos:
- 02 de fevereiro, dia do encerramento das festividades dos padroeiros[17][18];
- 08 de julho, dia da emancipação política de Dois Riachos[17][18];
- 20 de julho, dia da pestividade no sitio Pedra de Padre Cícero[17][18].

Os feriados móveis do município são o Carnaval, a Sexta-Feira da Paixão (Sexta-Feira Santa) e o Corpus Christi. 
O dia de São Sebastião, padroeiro do município de Dois Riachos, no dia 20 de janeiro, e o dia de Nossa Senhora da Conceição e da festividade no povoado Pai Mané, no dia 08 de dezembro, são tidos como datas facultativas.

## Filhos ilustres

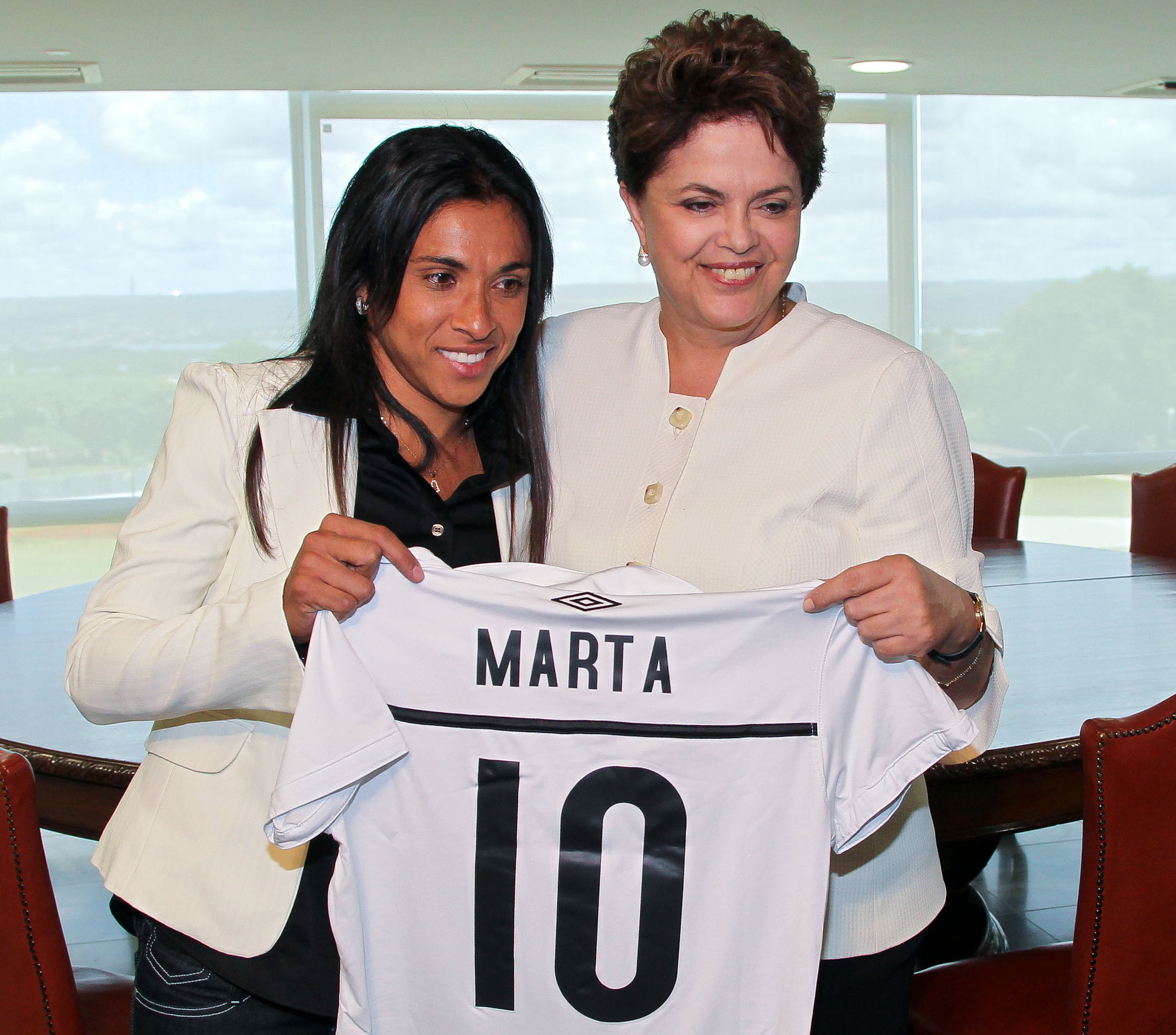
A jogadora Marta e a presidente do Brasil, Dilma Rousseff

Algumas das pessoas nascidas no município de Dois Riachos têm se destacado regional e nacionalmente no âmbito das artes e da comunicação e internacionalmente no contexto dos esportes, como é o caso da jogadora de futebol Marta. Assim, são riachenses notórias:
- Marta Vieira da Silva: futebolista premiada pela FIFA, campeã panamericana e medalhista olímpica pela seleção brasileira de futebol feminino.
- José Inácio Vieira de Melo: poeta premiado, produtor cultural e jornalista graduado pela UFBA (nascido no povoado de Olhos d'Água do Pai Mané)[19].
- Givaldo Ricardo de Freitas: professor universitário, jornalista graduado pela UFS e Superintendente Especial de Comunicação do Governo estadual de Sergipe[20].